# 細紋白彫螺
細紋白彫螺（学名：Vanikoro imbricata）为白彫螺科白彫螺屬下的一个种。